# Bolesław Formela
Bolesław Formela, ps. Romiński (ur. 1 listopada 1903 w Miłoszewie, zm. 24 września 1944 w Tłuczewie) – oficer rezerwy Wojska Polskiego (porucznik), działacz społeczny na Kaszubach, poseł na Sejm IV kadencji II RP, komendant naczelny Tajnej Organizacji Wojskowej „Gryf Pomorski” w okresie od 7 lipca 1941 do kwietnia 1942.

## Życiorys
Był synem Jana Formeli, rolnika i Apolonii z domu Cierockiej. Uczęszczał do szkoły powszechnej w Miłoszewie, a następnie do Państwowego Gimnazjum Klasycznego im. Króla Jana Sobieskiego w Wejherowie, gdzie 8 czerwca 1923 zdał maturę. Przez krótki czas pracował w rodzinnym gospodarstwie rolnym. 
Od 7 października 1924 służył w 15. Pułku Artylerii Polowej. 14 października 1925 został powołany do Szkoły Podchorążych Rezerwy Artylerii w Grudziądzu, którą ukończył 15 kwietnia 1926 1 stycznia 1929 został awansowany do stopnia podporucznika rezerwy. Był członkiem wielu kaszubskich organizacji społecznych. W 1933 został wybrany sołtysem, a w 1934 wójtem gminy Strzepcz. Był jednym z organizatorów spółdzielczości wiejskiej na Kaszubach. W latach 1935–1938 sprawował funkcję posła na Sejm IV kadencji z okręgu w Gdyni. 25 sierpnia 1939 został zmobilizowany do wojska. 
Brał udział w wojnie obronnej w 1939 w obronie Modlina, za którą otrzymał awans na stopień porucznika. Po kapitulacji twierdzy modlińskiej 29 września dostał się do niewoli niemieckiej i został osadzony w obozie jenieckim w Mołodecznie koło Wilna. Po około miesięcznym w nim pobycie przewieziono go wraz z innymi jeńcami na miejscowy dworzec kolejowy i umieszczono w wagonie. Gdy zorientował się, że pociąg ma udać się do ZSRR, zbiegł. Powrócił na Pomorze do Tłuczewa, gdzie został aresztowany i osadzony w więzieniu w Wejherowie. Dzięki pomocy rodziny znalazł się na wolności. Odtąd aż do swojej śmierci ukrywał się. 
Na przełomie 1939 i 1940 zorganizował na obszarze pow. morskiego grupę konspiracyjną o charakterze wywiadowczo-dywersyjnym, z którą nawiązał w maju 1941 kontakt z Tajną Organizacją Wojskową „Gryf Kaszubski”. 7 lipca 1941 na spotkaniu założycielskim TOW „Gryf Pomorski” w Czarnej Dąbrowie został mianowany przez Radę Naczelną komendantem naczelnym organizacji. Podjął prace w kierunku tworzenia sieci dowodzenia i łączności oraz pozyskiwania nowych członków. Pod koniec 1941 z powodu gruźlicy i wieści o nieustających poszukiwaniach go przez Gestapo jego funkcję przejął faktycznie Juliusz Koszałka ps. „Jagiełło”; oficjalna rezygnacja nastąpiła w kwietniu 1942. Następnie leczył się w ukryciu u swojej matki w Tłuczewie. 
Zmarł tam na atak serca 24 września 1944. 13 stycznia 1945 przy udziale Niemców odbyła się ekshumacja jego zwłok, po której zostały one pochowane na cmentarzu w Strzepczu. Z powodu obaw przed represjami rodziny zmarłego przez okupanta, ekipie przeprowadzającej ekshumację jako datę zgonu podano dzień 2 października 1944. Ponowny pogrzeb, z pełnym obrzędem kościelnym, odbył się w rocznicę jego śmierci 24 września 1945.
24 września 2019 roku posadzono dąb z okazji 75-lecia śmierci w Strzepczu przed szkołą.